# Satan and the Woman
Pour plus de détails, voir Fiche technique et Distribution.
Satan and the Woman est un film muet américain réalisé par Burton L. King, sorti en 1928.

## Fiche technique
- Titre : Satan and the Woman
- Réalisation : Burton L. King
- Assistant-réalisateur : Bernard McEveety
- Scénario : Adrian Johnson, Harry Chandlee d'après une histoire de Mary Lanier Magruder
- Photographie : Arthur Reeves
- Montage : Harry Chandlee, Samuel Zierler (en)
- Producteur : Harry Chandlee
- Société de production : Excellent Pictures
- Pays de production :  États-Unis
- Langue : film muet avec les intertitres en anglais
- Format : Noir et blanc — 35 mm — 1,37:1 — Muet
- Métrage : 1 935,50 m
- Genre : Film dramatique
- Durée : 64 minutes (1 h 4)
- Date de sortie : 
  - États-Unis : 20 janvier 1928

## Distribution
- Claire Windsor : Judith Matheny
- Cornelius Keefe (en) : Edward Daingerfield
- Vera Lewis : Mme Leone Daingerfield
- Thomas Holding : Ellison Colby
- James T. Mack : Dallam Colby
- Edith Yorke : Hetty Folinsbee
- Madge Johnston : Clementine Atwood
- Sybil Grove : l'une des trois grâces
- Lucy Donahue : l'une des trois grâces
- Blanche Rose : l'une des trois grâces